# Kawasaki GPZ 400

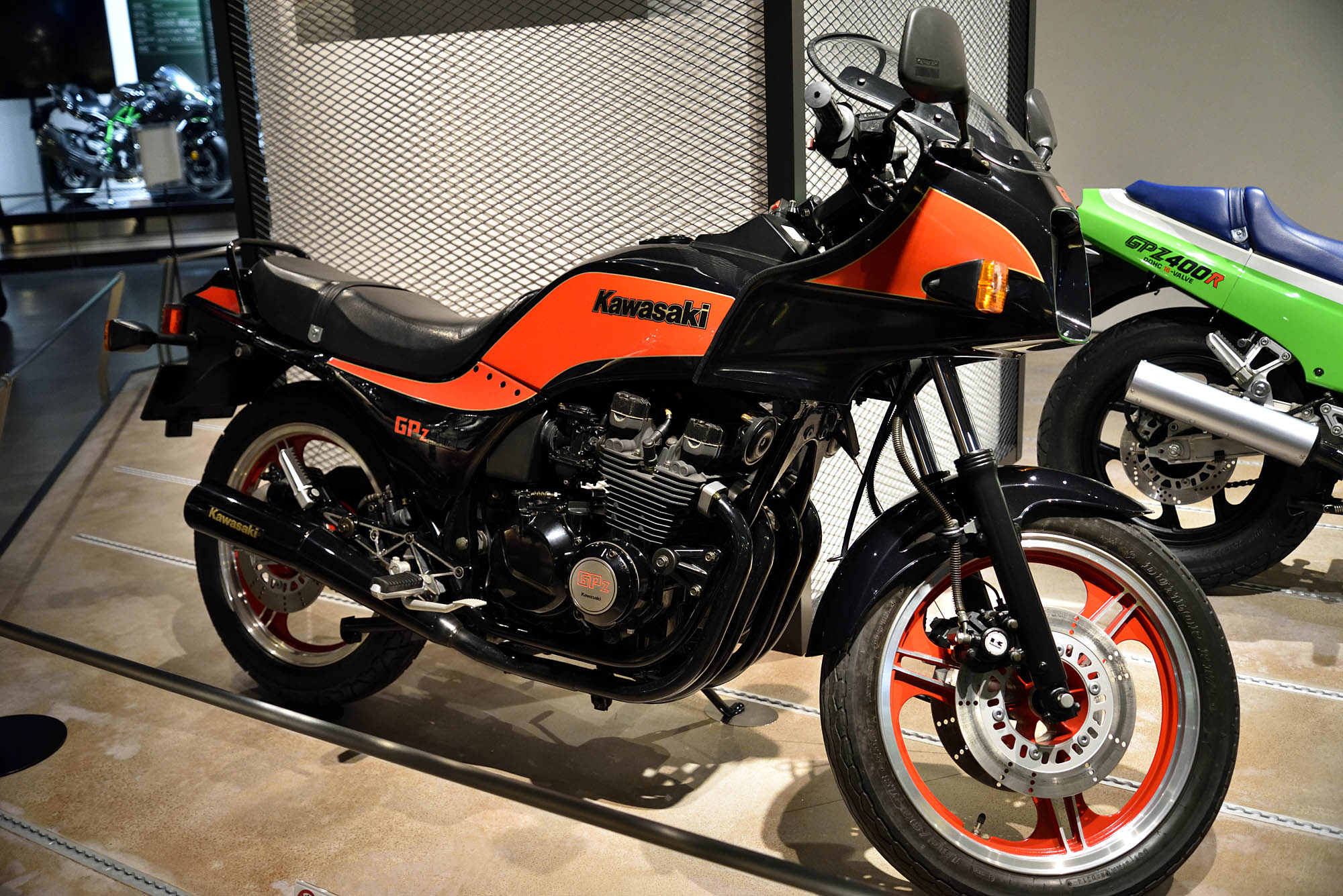
Kawasaki GPZ 400 (1986)

Die Kawasaki GPZ 400 war ein Motorrad, das Kawasaki Heavy Industries speziell für den deutschen Markt und dessen 27-PS-Klasse baute und von 1983 bis 1986 verkaufte.
Die in Rot und Schwarz lackierte Maschine entsprach technisch wie optisch der GPZ 550 (H2), jedoch ohne Cockpitverkleidung. Ein Jahr vor Ende des Verkaufs 1986 wurde das Modell mit einer rahmenfesten Halbschalenverkleidung angeboten.
Damit sahen GPZ 550 und GPZ 400 völlig gleich aus. Auf Wunsch war die GPZ 400 auch ungedrosselt mit einer Leistung von 50 PS erhältlich.